# Косне Луке
Косне Луке су насељено мјесто у Босни и Херцеговини у општини Јабланица које административно припада Федерацији Босне и Херцеговине. Према попису становништва из 1991. у насељу је живјело 29 становника.

## Становништво
По последњем службеном попису становништва из 1991. године, у насељу Косне Луке је живело 29 становника. Сви становници су били Хрвати.
| Демографија | Демографија | Демографија |
| Година      | Становника  | Становника  |
| ----------- | ----------- | ----------- |
| 1991.       | 29          |             |